# Jorden van Foreest (schaker)
Jhr. Jorden van Foreest (Utrecht, 30 april 1999) is een Nederlands schaakgrootmeester (GM). Van Foreest werd in 2016 kampioen van Nederland en won in 2021 het Tata Steel-toernooi.

## Schaken
Van Foreest begon met spelen rond zijn zesde jaar. Op zijn negende begon hij te werken met een trainer/coach. Dit waren achtereenvolgens Geon Knol, Sipke Ernst en Sergei Tiviakov.  In 2009 won hij het Open Nederlands Jeugdschaak Kampioenschap in de categorie tot en met 10 jaar. Op dertienjarige leeftijd maakte hij zijn debuut in de Meesterklasse, de hoogste klasse voor Nederlandse schaakclubs. In december 2011 en 2012 speelde Van Foreest tijdens het schaakfestival Groningen in tweekampen tegen resp. de voormalige Nederlandse kampioenen schaken Hans Ree en John van der Wiel. In oktober 2013 werd hij in Budva (Montenegro) Europees jeugdkampioen in de categorie tot en met 14 jaar. In april 2015 behaalde hij zijn eerste GM-norm in het Aeroflot Open toernooi. In augustus 2015 behaalde hij met 6,5 punten uit 9 partijen zijn tweede GM-norm in het VMCG Schachfestival. Zijn derde norm behaalde hij een maand later bij het WK jeugd in Chanty-Mansiejsk, waardoor hij de grootmeestertitel verkreeg. 
In 2016 wist hij met een score van 5,5 punten uit 7 partijen het Nederlands kampioenschap schaken te winnen. Hij hield remise tegen topfavoriet Van Wely, verloor van Reinderman, maar versloeg l'Ami, Werle, Van den Doel, Bok en Ernst. In 2017 werd hij tweede bij het Reykjavik Open met een score van 8 punten uit 10 partijen. In januari 2020 werd hij vierde bij het Tata Steel toernooi met een score van 7 punten uit 13 partijen. Door zijn goede resultaten drong hij ook door tot de top 100 van de FIDE-ranglijst. In februari 2020 won hij met 6 punten uit 9 partijen de Challengers van het Prague International Chess Festival. In januari 2021 behaalde hij het grootste succes in zijn loopbaan tot dan toe door op 21-jarige leeftijd, na een tiebreak tegen Anish Giri, het prestigieuze Tata Steel-toernooi te winnen. Hierdoor kwam er na 36 jaar (Jan Timman in 1985) weer een Nederlandse winnaar van dit toernooi. In september 2021 won hij het Sigeman toernooi in Malmö.
Naast het schaken van partijen houdt Van Foreest zich bezig met het componeren van schaakstudies, hij bedacht o.a. studies voor  de Tata Steel studies solving competition in 2012 en het magazine E.G.

## Belangrijke overwinningen
- Winnaar Tata Steel-toernooi 2021
- Challengers Praag 2020[13]
- NK Schaken 2016 en 2025
- Europees jeugdkampioen schaken (onder 14 jaar), in 2013

## Familie
- Zijn betovergrootvader is Arnold Engelinus van Foreest, die drie maal schaakkampioen van Nederland werd.
 Diens broer, de schaker Dirk van Foreest werd ook drie maal kampioen van Nederland.
- Van Foreest volgde geen gewone schoolopleiding, maar kreeg thuisonderwijs, net als zijn vier broers (waaronder Lucas van Foreest) en zijn jongere zus Machteld.[14]
- Jorden behoort tot het oud-Hollands adellijk geslacht Van Foreest met het predicaat jonkheer.

## Externe koppelingen
- Website van Van Foreest
- (en)   Informatie over schaakpartijen van Jorden van Foreest op ChessGames.com
- (en)   Informatie over schaakpartijen van Jorden van Foreest op 365chess.com
- (en)  FIDE-ratinggegevens voor Jorden van Foreest
- Filmpje RTVOOG van de tweekamp Van der Wiel tegen Van Foreest in dec. 2012